# Jaimee Kaire-Gataulu
Jaimee Kaire-Gataulu (* 7. April 1987 in Auckland) ist eine neuseeländische Schauspielerin. Ihre erste Rolle hatte sie bereits im Alter von 5 Jahren als sie im Kurzfilm Kimi and the Watermelon die Hauptrolle verkörperte. Ab 1999 bekam sie eine Hauptrolle in der Fernsehserie The Tribe, in der sie in 154 Folgen die Rolle der Cloe verkörperte.
Kaire-Gataulu hat einen Sohn. Sie ist momentan (Stand: 2014) nicht schauspielerisch aktiv, da sie sich um ihre Schulausbildung und ihr Kind kümmern muss.

## Filmografie
- 1996: Xena – Die Kriegerprinzessin (Xena: Warrior Princess, Fernsehserie, eine Folge)
- 1999–2002: The Tribe – Eine Welt ohne Erwachsene (The Tribe, Fernsehserie, 152 Folgen)